# Storia della Repubblica romana (509-264 a.C.)
Per storia della Repubblica romana (509-264 a.C.) si intende il periodo repubblicano di Roma compreso tra la fine della monarchia e l'inizio della prima guerra punica.
Qui verranno affrontati i principali aspetti sociali, le prime istituzioni, l'economia del periodo, la prima organizzazione militare, le prime forme di arte, cultura, lo sviluppo urbanistico della città, ecc.

## Accadimenti politici e militari
La Repubblica romana rappresentò il sistema di governo della città di Roma nel periodo compreso tra il 509 a.C. e il 31 a.C., quando l'Urbe fu governata da una oligarchia repubblicana. Essa nacque a seguito di contrasti interni che portarono alla fine della supremazia della componente etrusca sulla città e al parallelo decadere delle istituzioni monarchiche.
Quella della Repubblica rappresentò una fase lunga, complessa e decisiva della storia romana: costituì un periodo di enormi trasformazioni per Roma, che, da piccola città-Stato, quale era alla fine del VI secolo a.C., divenne la capitale di un complesso Stato che governava l'intera Italia antica a sud della pianura padana. In questo periodo si inquadrano le conquiste romane in Italia centromeridionale, tra il V e il III secolo a.C..

## Società

### Forma di governo (costituzione e politica)
Il comando dell'esercito e il potere giudiziario, che in età regia erano prerogativa del re, in epoca repubblicana, tranne che in poche occasioni, furono assegnati a due consoli, mentre per quanto riguarda l'ambito religioso, prerogative regie furono attribuite al pontifex maximus. Con la progressiva crescita di complessità dello Stato romano si rese necessaria l'istituzione di altre cariche (edili, censori, questori, tribuni della plebe) che andarono a costituire le magistrature (vedi cursus honorum).
Per ognuna di queste cariche venivano osservati tre principi: l'annualità, ovvero l'osservanza di un mandato di un anno (faceva eccezione la carica di censore, che poteva durare fino a 18 mesi), la collegialità, ovvero l'assegnazione dello stesso incarico ad almeno due uomini alla volta, ognuno dei quali esercitava un potere di mutuo veto sulle azioni dell'altro (denominato:intercessio), e la gratuità. 
Ad esempio, se l'esercito romano scendeva in campo sotto il comando dei due consoli, questi alternavano i giorni di comando. Mentre i consoli erano sempre due, gran parte degli altri incarichi erano retti da più di due uomini - nella tarda Repubblica c'erano 8 pretori all'anno e 20 questori.
Tra i magistrati un'importante distinzione era quella tra magistrati dotati di imperium (cum imperio; ne facevano parte solo consoli, pretori e dittatori) e quelli che ne erano sprovvisti (sine imperio, tutti gli altri); ai primi erano affiancate delle speciali guardie, i littori.
Il secondo pilastro della repubblica romana erano le assemblee popolari (comizi centuriati e comizi tributi), che avevano diverse funzioni, tra cui quella di eleggere i magistrati e di votare le leggi. La loro composizione sociale differiva da assemblea ad assemblea; tra queste l'organo più importante erano comunque i comizi centuriati, in cui il peso nelle votazioni era proporzionale al censo, secondo un meccanismo (quello della divisione delle fasce censitarie in centurie) che rendeva preponderante il peso delle famiglie patrizie.
Ciononostante il peso della plebe veniva comunque ad essere accentuato rispetto al periodo monarchico, in cui esisteva un solo organo assembleale (i comizi curiati) costituito da soli patrizi. L'accesso della plebe all'esercito sancito dalla riforma centuriata, varata all'inizio del periodo repubblicano (dopo la Secessio plebis), spinse il ceto popolare a pretendere maggiori riconoscimenti, che nell'arco di due secoli (vedi più avanti) vide tra l'altro la costituzione della magistratura di tribuno della plebe, eletto dal concilio della plebe.
Il terzo fondamento politico della repubblica era il Senato, già presente nell'età della monarchia. Costituito da 300 membri, capi delle famiglie patrizie (Patres) ed ex consoli (Consulares), aveva la funzione di fornire pareri e indicazioni ai magistrati, indicazioni che poi divennero de facto vincolanti. Approvava inoltre le decisioni prese dalle assemblee popolari.
Esisteva poi la carica di dittatore, che costituiva un'eccezione all'annualità e alla collegialità. In periodi di emergenza (sempre militari) un singolo dittatore veniva eletto con un mandato di 6 mesi in cui aveva da solo la guida dello Stato. Eleggeva un suo collaboratore (che comunque gli rimaneva subordinato) detto maestro della cavalleria (Magister equitum). Caduto in disuso dopo il periodo delle grandi conquiste, il ricorso a questo incarico tornerà ad essere praticato nella fase della crisi della repubblica.
Cariche politiche della Repubblica: 
- Cursus honorum
- Questore (30 anni)
- Edile (36 anni)
- Pretore (39 anni)
- Console (42 anni)
- Censore
- Pontefice massimo
- Dittatore
  - Comandante della cavalleria

- Tribuno della plebe
  - Tribuno Consolare
  - Tribuno militare
- Princeps Senatus
  - Duumviri
- Triumviri
  - Decemviri
- Vigintisexviri
- Tribuno erario

### Classi sociali di cittadini romani

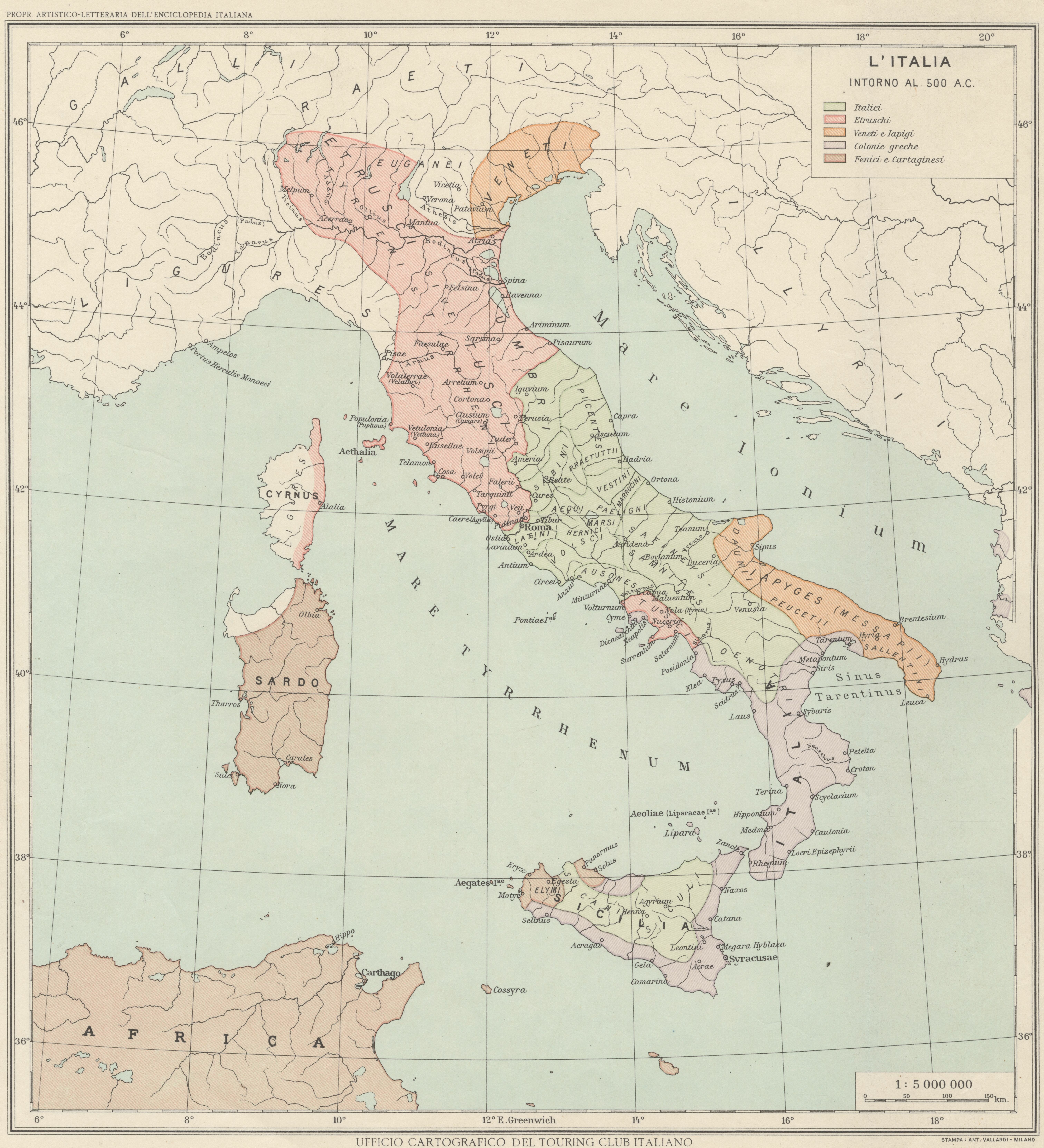
Mappa d'Italia nel 500 a.C.

Essere cittadino romano comportava una notevolissima serie di privilegi, variabili nel corso della storia, a creare diverse "gradazioni" di cittadinanza. Nella sua versione definitiva e più piena, comunque, la cittadinanza romana consentiva l'accesso alle cariche pubbliche e alle varie magistrature (nonché la possibilità di votarle nel giorno della loro elezione), la possibilità di partecipare alle assemblee politiche della città di Roma, svariati vantaggi sul piano fiscale e, importante, la possibilità di essere soggetto di diritto privato, ossia di poter presentarsi in giudizio attraverso i meccanismi dello ius civile, il diritto romano per eccellenza.
Alla base della società romana c'erano le gens ovvero gruppi di persone (clan), che condividevano lo stesso nomen gentilizio, erano per lo più composte da più familiae, a capo delle quali vi era un Pater familias. Le gens formavano a loro volta le tribù urbane e rustiche.
I cittadini romani (uomini liberi) si dividevano, inoltre, in patrizi e plebei. A loro volta i patrizi più facoltosi, avevano alle loro dipendenza una serie di Clientes, vale a dire cittadini che, per la loro posizione svantaggiata all'interno della società romana, si trovavano costretti a ricorrere alla protezione di un "patronus" o di una intera "gens" in cambio di svariati favori, talvolta al limite della sudditanza (applicatio) fisica o psicologica. Il penultimo gradino della società romana era formato dai liberti (ex-schiavi), e più sotto ancora vi erano gli schiavi.
In età repubblicana, alle tribù urbane furono aggiunte anche quelle rustiche. È, inoltre, verosimile che proprio la tribù sia stata culla della consapevolezza politica della plebe, i cui magistrati, detti tribuni, avevano come significato proprio "uomini della tribù". Non è un caso che proprio dal termine "tribus" derivino il nome sia i tribuni della plebe, sia i tribuni militari.
Una nuova organizzazione tribale, al di là di quella istituita prima da Romolo (le tre tribù) e ridisegnata da Servio Tullio (con le quattro tribù urbane) risulta documentata solo a partire dal 495 a.C. A questa data apparterrebbero ventuno tribù, le 4 urbane serviane (Collina, Esquilina, Palatina e Suburana) e 17 rustiche (Camilla, ecc.). I nomi delle antiche tribù rustiche corrispondevano a quelli delle antiche gentes originarie esistenti o anche estinte, sulla base di distretti territoriali che in origine avevano rappresentato località dove si trovavano le maggiori tenute delle casate gentilizie romane.
Nel IV secolo a.C. si stabilì che indipendentemente dalla loro collocazione territoriale, tutte le nuove conquiste fossero attribuite/iscritte ad una tribù esistente. Ciò accadde ad esempio per Tuscolo assegnata alla tribù Papiria o a Aricia assegnata a quella Orazia.

### Cittadini romani, Latini eSocii
Dopo la guerra latina (340-338 a.C.) ed il conseguente assorbimento del Latium vetus nello Stato romano (338 a.C.) si vennero a configurare colonie di diritto romano accanto a quelle di diritto latino. Ricordiamo che queste ultime erano assimilabili alle città federate con la perdita della cittadinanza originaria per tutti i colonizzatori (romani o latini che fossero) ma con diritto di commerciare liberamente e contrarre matrimonio con cittadini romani. A partire, quindi, dal 338 a.C. si ebbe la deduzione della prima colonia romana, ovvero una comunità autonoma, situata in territorio appena conquistato dai Romani, in cui erano stanziati dei cittadini romani, legata da vincoli di alleanza con la madrepatria. La più antica fu Anzio. Inizialmente servivano da avamposto per controllare un territorio che sarebbe stato ulteriormente colonizzato. 
(Tito Livio, Ab Urbe condita libri, XL, 34.2-3.)

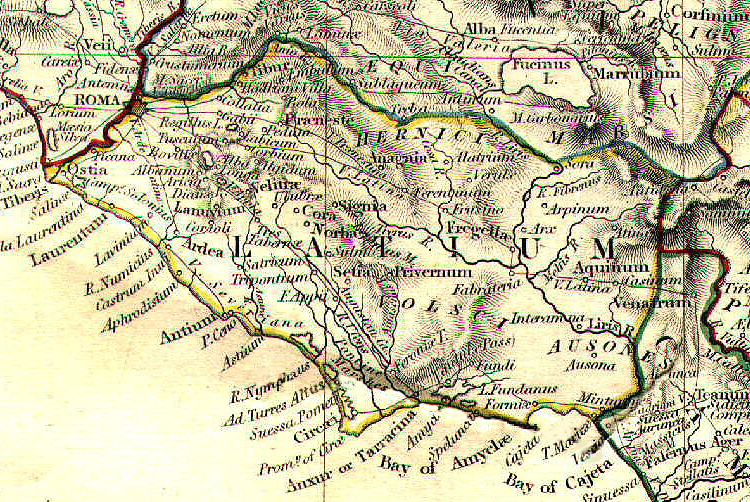
L'antico Latium vetus.

Esistevano due diversi tipi di colonia: le più importanti erano quelle colonie romane, poi quelle di diritto latino: 
- nel primo caso gli abitanti avevano la cittadinanza romana, e quindi il riconoscimento di tutti i diritti di cittadinanza, con un'amministrazione cittadina sotto il diretto controllo di Roma;
- nel secondo caso venivano istituite nuove entità statali, con magistrati locali, autonomia amministrativa e, in alcuni casi, con l'emissione di monete, ma comunque con l'obbligo di fornire, in caso di guerra, l'aiuto richiesto da Roma secondo la formula togatorum.

Gli abitanti delle colonie latine non erano Cives Romani Optimo Jure, ma possedevano lo ius connubii e lo ius commercii secondo i diritti del Nomen Latinum. Le colonie venivano fondate secondo il diritto latino sia come forma di controllo della diffusione della cittadinanza romana (in quanto considerata superiore a tutte le altre), sia per motivi pragmatici: non essendo direttamente governate da Roma come le colonie di diritto romano, ma avendo magistrati propri potevano meglio e più velocemente prendere decisioni per difendersi da pericoli imminenti. Le colonie erano rette dai duoviri, da un senato locale e da un'assemblea popolare.
La condizione di cittadino latino stava, qiuindi, a metà tra quella di civis romanus e quella di straniero (peregrino). La parola latini inizialmente indicava semplicemente le popolazioni abitanti del Latium vetus (Latini prisci), popolazioni che erano vicine a Roma politicamente ed etnicamente. Una volta inglobate nell'entità romana, si ritrovarono presto in una situazione privilegiata rispetto alle altre popolazioni sottomesse. In particolare i latini potevano: 
1. contrarre legalmente matrimonio con una romana o un romano (ius conubii),
2. commerciare con i Romani con la garanzia di poter ricorrere al magistrato per la tutela dei propri atti negoziali (ius commercii),
3. e, ma solo inizialmente, anche trasferirsi a Roma (ius migrandi) a condizioni di parità coi cittadini romani, e quindi di votare (ius suffragii) nei comizi elettorali.

Alle città i cui abitanti godevano del ius Latii era riconosciuta l'indipendenza per quanto riguardava la politica interna, quindi eleggevano i loro magistrati e si autogovernavano; però erano vincolate alla politica estera romana ed erano tenute a fornire un contingente di soldati che combattevano a fianco delle legioni, ma in reparti diversi.
Col passare del tempo, e con l'espansione del dominio romano ben oltre i confini del Latium vetus, il "diritto latino" venne riconosciuto e applicato anche a città non laziali, e che non avevano abitanti di origine latina: il ius Latii passò allora a indicare una condizione giuridica e perse qualunque connotazione etnico-geografica; coloro che ne godevano (e che erano oramai divenuti troppo numerosi) persero però il diritto di votare a Roma.
Altri privilegi erano legati alle sopraddette facilitazioni nell'ottenimento per merito della cittadinanza romana. Inoltre i Latini che per qualsiasi motivo si trovassero a Roma nel giorno in cui si fossero riuniti i comizi potevano esercitare il diritto di voto (ius suffragii). Nel tempo lo status di latino stava genericamente ad individuare una condizione di cittadinanza privilegiata, ma non quanto quella romana (ancora era inibito l'accesso alle cariche pubbliche): erano quindi latini anche gli abitanti delle colonie create da Roma (latini coloniarii) e gli schiavi liberati in particolari circostanze.

## Religione

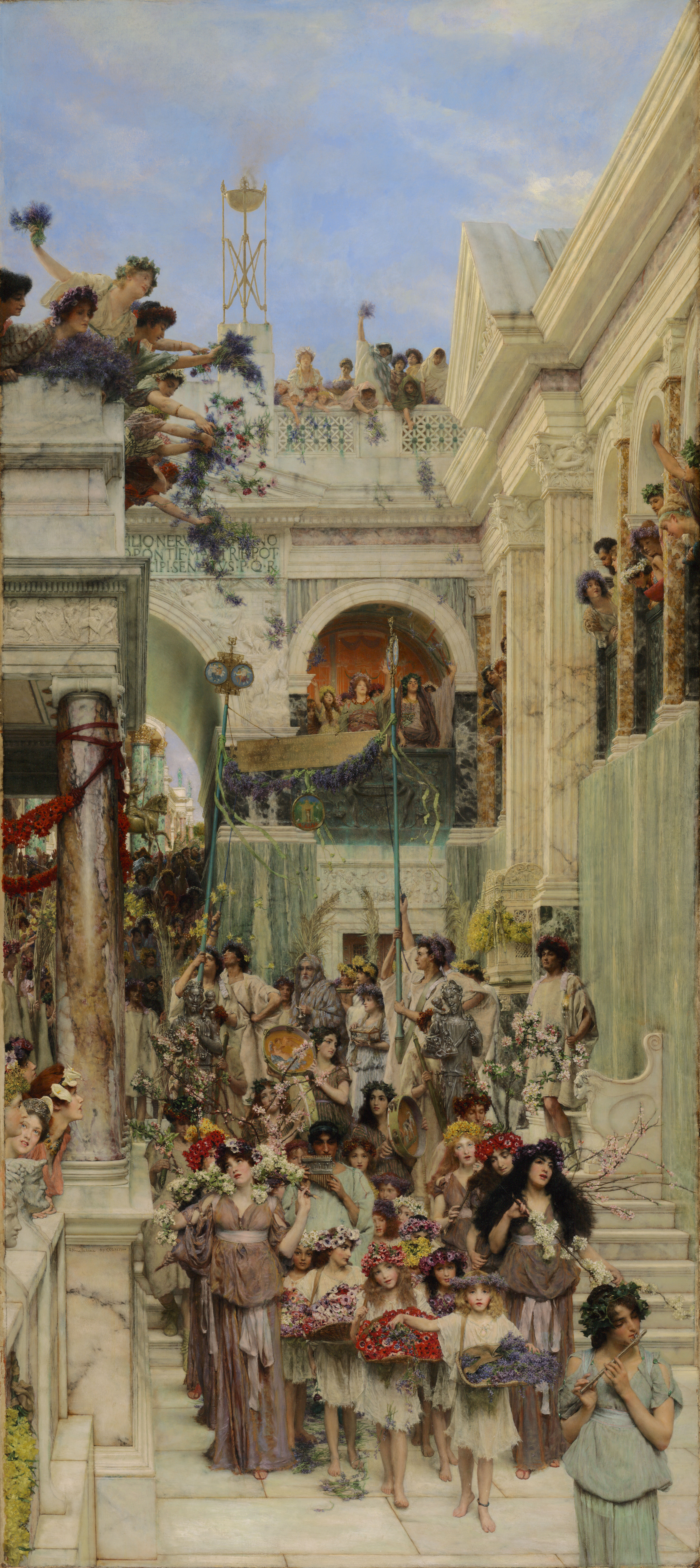
Festività romane: Cerealia nell'antica Roma, da un dipinto di Lawrence Alma-Tadema (1894).

La mancanza di un "pantheon" definito nella religione romana favorì l'assorbimento delle divinità etrusche, come Venere (Turan), e soprattutto greche (a cominciare dalle guerre pirriche). A causa della grande tolleranza e capacità di assimilazione, tipiche della religione romana, alcuni dèi romani furono assimilati a quelli greci, acquisendone l'aspetto, la personalità ed i tratti distintivi, come nel caso di Giunone assimilata ad Era; altre divinità, invece, furono importate ex novo, come nel caso di Apollo o dei Dioscuri. Il controllo dello stato sulla religione, infatti, non proibiva l'introduzione di culti stranieri, anzi tendeva a favorirla, a condizione che questi non costituissero un pericolo sociale e politico.
Il periodo repubblicano si distingueva nettamente dalla tradizione greca ed etrusca, soprattutto per quanto riguardava le modalità dei riti. Le figure dominanti del pantheon romano erano tuttavia analoghe a quelle di altri nell'ambito del Mediterraneo, in primis quelli greci, basti pensare alle corrispondenze Giove = Zeus, Giunone = Hera, Minerva = Atena. È possibile affermare che i primi miti romani nacquero quando entrarono in contatto con gli antichi greci verso la fine della Repubblica, i romani non ebbero storie sulle loro divinità paragonabili al mito dei Titani o alla seduzione di Zeus da parte di Era, ma ebbero miti propri come quelli di Marte e di Fauno.

## Diritto, usi e costumi
Sempre secondo Sesto Pomponio la prima opera riguardante i mores (sempre indirettamente poiché riguarda le leges regiae) dell'età repubblicana secondo la tradizione era il ius papirianum di Sesto Papirio (secondo alcuni Gaio Papirio, Pontifex Maximus nel 509 a.C.) che era una raccolta di tutte le leges regiae dell'età regia: anche quest'opera si perde nei meandri della tradizione e non sappiamo se è esistita davvero. Il primo cinquantennio dell'età repubblicana nel V secolo a.C. è caratterizzata solo dal regolamento dei mores in forma di massime, ma da Livio e da Dionigi d'Alicarnasso ci viene raccontato che a partire dal 462 a.C. i plebei, resosi conto che i Pontefici emanavano i mores solo in favore loro o dei patrizi, cominciarono a chiedere un'opera scritta che riassumesse l'essenza dei mores in modo tale da fermare il monopolio dei Pontefici su questi regolamenti orali, tramandati e conosciuti solo dai sacerdoti. Così con un decemvirato legislativo durato 1, 2 o 3 anni circa (le fonti sono discordanti) nel 450 a.C. fu emanata la legge delle XII Tavole, che in pratica era una raccolta di massime dei mores sino ad allora esistenti. Ma siccome l'opera era di difficile interpretazione, questa fu affidata ai pontefici. Perciò i mores erano sempre e comunque in mano a questi ultimi, che li rivelavano negli ambiti dove le XII Tavole non vigevano. Ma questo cambiò con Tiberio Coruncanio, primo pontefice plebeo: egli rivelò i rituali e come venivano emanate le XII Tavole e da qui cominciarono i primi giuristi laici. Fonti utili potevano essere anche il ius usucapionis (di Appio Claudio Cieco) e il ius Flavianum (di Gneo Flavio): il primo legis actiones riprese da archivi pontificali il secondo su rifacimento senza modifiche ma purtroppo non pervenutoci.
A seguito di gravi tumulti verificatisi tra patrizi e plebei, furono emanate le leggi Licinie Sestie che rappresentano il culmine di un lungo processo storico, definito rivoluzione della plebe. Esse furono proposte dai tribuni Caio Licinio e Lucio Sestio Laterano nel 367 a.C.. Rappresentarono il più importante e cruciale sviluppo della costituzione romana: al vertice dello Stato ci sono due consoli reintegrati completamente dopo l'abolizione dei tribuni militum consulari potestate, uno dei quali avrebbe dovuto essere plebeo (de consule plebeio). In realtà, dai dati in nostro possesso sembra piuttosto che la legge consentisse che uno dei due consoli fosse plebeo, ma non escludesse la possibilità che entrambi i magistrati fossero patrizi. Era poi riservata ai patrizi la carica di pretore (latino: praetor) che amministra la giustizia («qui ius in urbe diceret»). Viene istituita l'edilità curule.

## Esercito

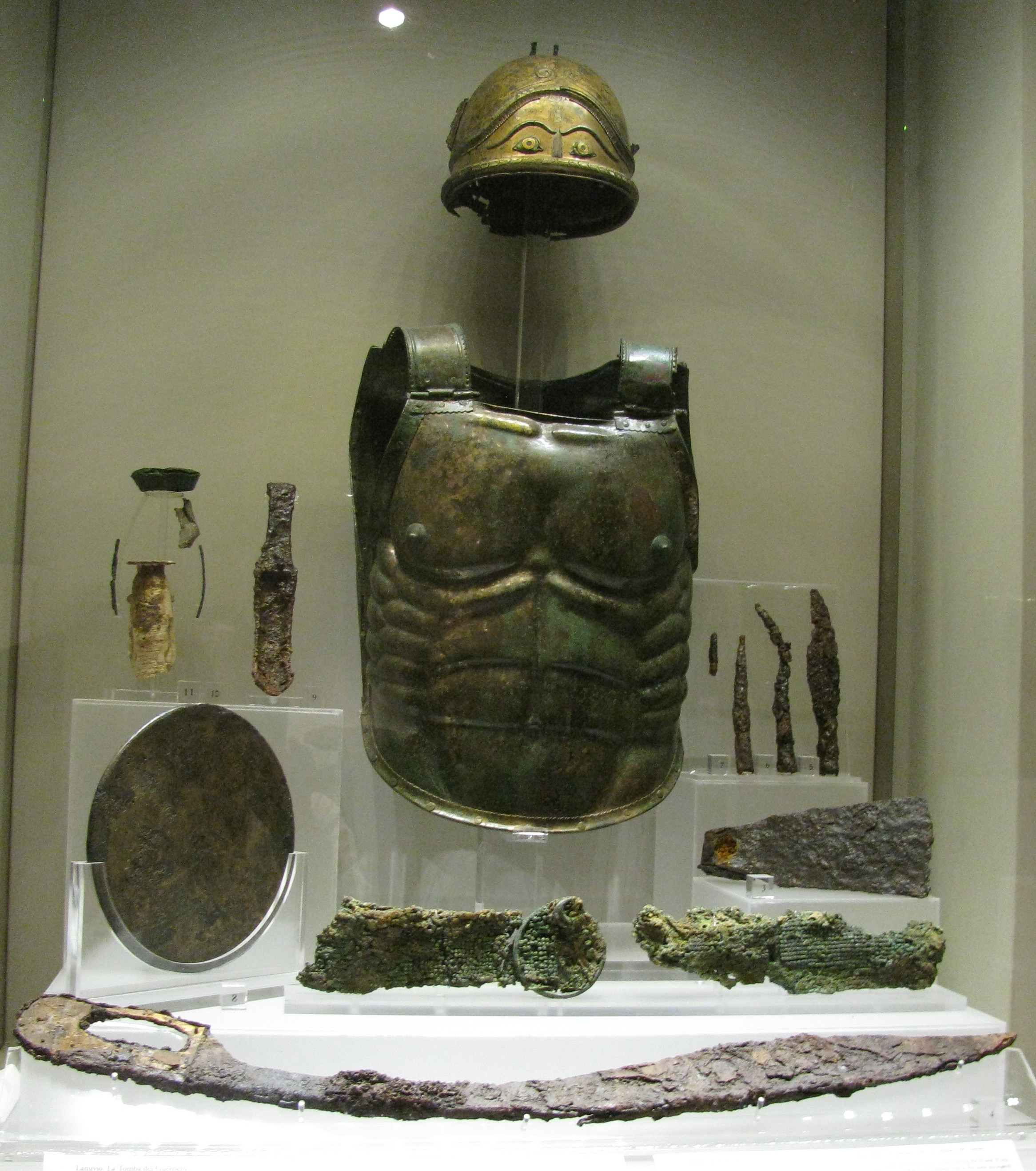
Panoplia del V secolo a.C. della latina Lanuvio, conservata presso il Museo nazionale romano delle Terme di Diocleziano a Roma.

La componente principale dell'esercito romano rimaneva, anche dopo la caduta dei re etruschi, la Legione, e solo ai cittadini romani era consentito arruolarsi, dovendo essi stessi provvedere personalmente al loro equipaggiamento, come nella tradizione degli Opliti greci.
In coincidenza con il passaggio alla forma di governo repubblicano, l'esercito fu diviso in due legioni, ognuna al comando di un console, e solo in caso di estremo pericolo le due legioni venivano unificate e veniva eletto un solo capo, in carica sei mesi, detto dictactor. Il contingente della legione composto da soli cittadini romani e schierato su tre File: hastati, principes e triarii, disposti per ordine di età (i triarii erano i più anziani).
Nel corso del 407 a.C., quando l'esercito romano fu diviso in tre parti e mandato a saccheggiare il territorio dei nemici sotto il comando di tre dei quattro Tribuni militari (Lucio Valerio Potito si diresse su Anzio, Gneo Cornelio Cosso si diresse su Ecetra e Gneo Fabio Ambusto attaccò e conquistò Anxur lasciando la preda ai soldati di tutti e tre gli eserciti), fu istituito lo stipendio per i soldati, forse su indicazione dello stesso Furio Camillo. Ecco come lo racconta Tito Livio:
(Tito Livio, Ab Urbe condita libri, IV, 59-60, op. cit.)
Ovvie le conseguenze: ringraziamenti dei plebei, polemiche dei Tribuni che vedevano spuntate alcune delle loro armi, proteste di chi doveva pagare. Il vantaggio immediato fu che venne approvata una legge che dichiarava guerra a Veio e i nuovi Tribuni con potestà militare vi condussero un esercito in massima parte formato da volontari. E forse sempre in questa circostanza la legione potrebbe aver assunto come formazione di battaglia, quella manipolare.
Si tramanda che l'organico dell'esercito sia passato da 3.000 a 4.000 unità nel V secolo a.C., e quindi da 4.000 a 6.000 effettivi dopo il 400 a.C. Quest'ultimo organico di 6.000 uomini fu poi diviso in 60 centurie di 100 uomini ciascuna.
La leva del 403 a.C. fu la prima a essere richiesta per una campagna che durasse più di una sola stagione e da questo momento in poi tale pratica divenne gradualmente più comune, se non proprio abituale.

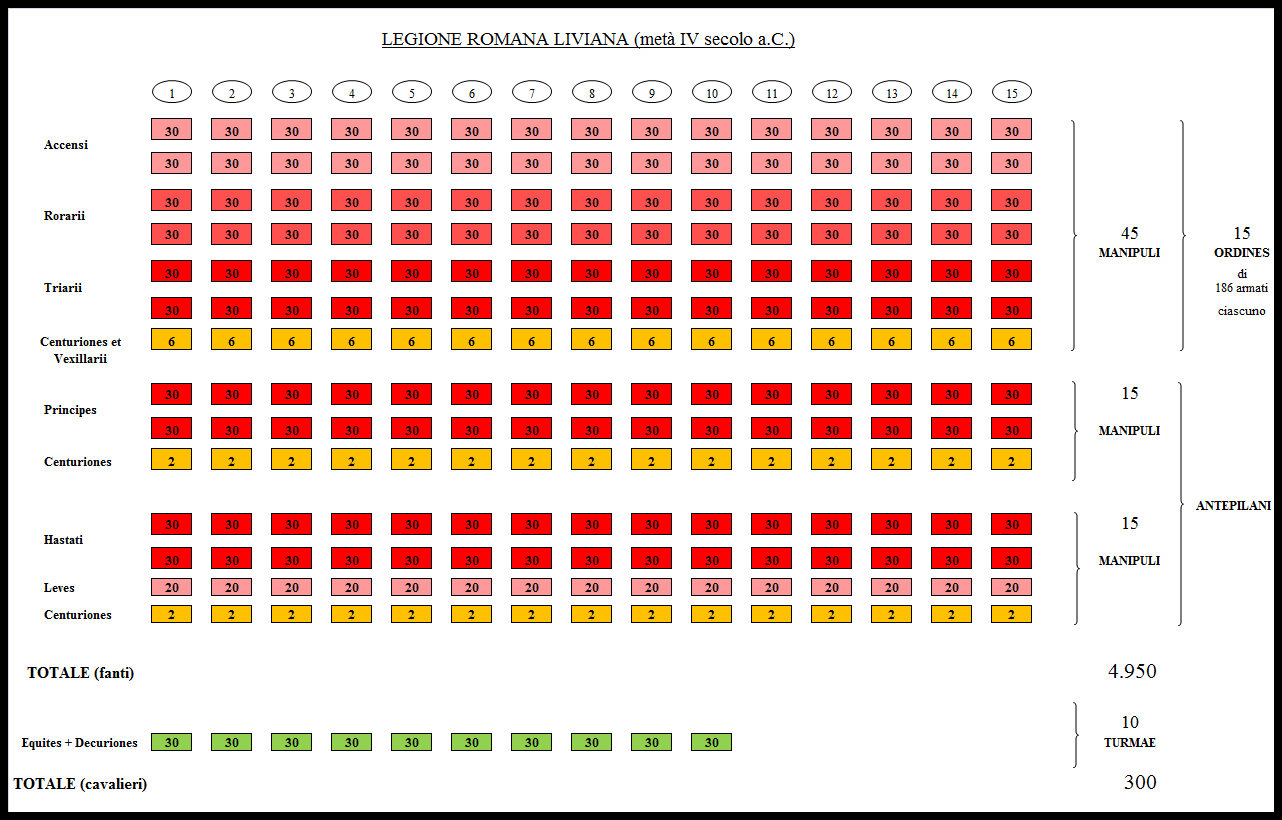
La legione manipolare liviana al tempo della guerra latina (340-338 a.C.).

Secondo Tito Livio, attorno alla metà del IV secolo a.C., durante la guerra latina, le legioni erano composte da 5.000 fanti e 300 cavalieri. Era utilizzata all'interno della legione, la formazione a manipolare (dal latino manipulus). La legione a sua volta era divisa in tre differenti schiere:
1. la prima era costituita dagli Hastati ("il fiore dei giovani alle prime armi", come racconta Livio[13]) in formazione di quindici manipoli (di 60 fanti ciascuno[11]) oltre a 20 fanti armati alla leggera (dotati di lancia o giavellotti, non invece di scudo), chiamati leves.[14]
2. la seconda era formata da armati di età più matura, chiamati Principes, anch'essi in formazione di quindici manipoli, tutti forniti di scudo ed armi speciali.[13] Queste prime due schiere (formate da 30 manipoli) erano chiamate antepilani.[15]
3. la terza era formata da altri quindici "ordini", formati ciascuno da 3 manipoli (il primo di Triarii, il secondo di Rorarii ed il terzo, di Accensi) di 60 armati ognuno.[15] Ognuna di queste quindici unità constava di due vessilliferi e quattro centurioni, per un totale di 186 uomini. I Triari erano soldati veterani di provato valore, i Rorarii, più giovani e meno esperti, ed infine gli Accensi, ultima schiera di scarso affidamento.[16]

(Livio, Ab Urbe condita libri, VIII, 8, 9-12.)
I Triarii, dopo aver accolto Hastati e Principes tra le loro file, serravano le file ed in un'unica ininterrotta schiera si gettavano sul nemico.
Hastati, Principes e Triarii utilizzavano, infine, tutti lunghi scudi ovali, detti scutum (quelli rotondi, detti clipeus furono abbandonati quando ai soldati fu pagato per la prima volta lo stipendio, verso la fine del V secolo a.C.).
Nella prima fase della repubblica romana l'esercito continuò a evolvere e, sebbene tra i romani vi fosse la tendenza ad attribuire tali cambiamenti a grandi riformatore, è più probabile che i cambiamenti fossero il prodotto si una lenta evoluzione piuttosto che di singole e deliberate politiche di riforma. La formazione manipolare fu probabilmente copiata dai nemici Sanniti, a sud di Roma, forse quale conseguenza della sconfitta romana nella Seconda guerra sannitica.
Al periodo a cavallo poi tra il IV secolo ed il III secolo a.C. risalirebbe quindi il mutamento che portò dal tradizionale schieramento oplitico-falangitico basato sulla centuria, a quello manipolare, che rendeva più agile e articolato l'impiego tattico della legione romana. Contemporaneamente, alla suddivisione delle milizie secondo la classe di appartenenza, prevista dall'ordinamento serviano, si sostituì quella secondo il criterio dell'anzianità, e la base del reclutamento fu allargata, per la prima volta tra il 280 e il 281 a.C., anche ai proletari.

## Economia, commercio e prime monete repubblicane
Nella prima età repubblicana la forma più comune di azienda agricola era quella basata sulla piccola proprietà, in cui il padrone lavorava personalmente il podere con l'ausilio di schiavi o braccianti liberi salariati. Il piccolo proprietario coltivava un po' tutti i prodotti (policoltura). Solo una piccola parte dei prodotti agricoli coltivati dai nuclei familiari nelle loro piccole proprietà finiva sul mercato, la maggior parte era destinata al fabbisogno della famiglia del proprietario terriero. Il prodotto principalmente coltivato era il grano.
Nell'allevamento prevalevano gli ovini, mentre bovini ed equini erano utilizzati per i lavori nelle campagne.
Dato che l'economia romana era marcatamente rurale, quando si parla di industria nell'età repubblicana di Roma antica non si intende altro che le attività artigianali, i cui prodotti (come quelli agricoli) erano spesso destinati non tanto alla commercializzazione, quanto piuttosto alle necessità familiari.
Il commercio nella prima età repubblicana era legato principalmente al bestiame e praticato mediante il baratto (la parola pecunia, moneta, deriva appunto da pecus, bestiame). A Roma i mercati settimanali, in particolare quello del bestiame, si tenevano nell'area del Foro Boario, tra l'Aventino e l'Isola Tiberina. Oltre al mercato del bestiame e delle carni, si svilupparono quello delle erbe (Forum olitorium) e delle "ghiottonerie" (Forum cuppedinis). Infine, con la crescita delle città, a partire dalla metà del III secolo a.C. in poi si diffusero, per lo più in prossimità del foro cittadino, quelli che oggi chiameremmo i "centri commerciali" dell'epoca: i mercati generali (macellum).
Quando dal baratto si passò a un primo sistema monetario, il valore dell'unità monetaria, consistente in una certa quantità di rame o di bronzo (aes rude), fu stabilito pari a quello di una pecora o di un bue. In seguito l'aes rude fu sostituito dalla prima moneta di bronzo, l'aes grave o asse librale (perché inizialmente era del peso di una libbra circa), introdotta con l'avvio dei commerci su mare intorno al 335 a.C.. Con l'espandersi di Roma al commercio estero (in particolare con la Magna Grecia), nel III secolo a.C. comparvero le prime monete d'argento, coniate inizialmente dall'alleata Cuma (che disponeva di una zecca), fino a quando Roma stessa cominciò a battere moneta. Le monete più preziose venivano utilizzate per le transazioni internazionali, quelle di minor valore, invece, per l'economia domestica. Il monopolio dei metalli e la proprietà delle miniere era detenuta dallo Stato.
Le monete di questo periodo sono comunemente indicate con il nome di romano-campane. Erano di bronzo in stile greco, prodotte in piccole quantità con l'inscrizione ΡΩΜΑΙΩΝ verso il 300 a.C.. Si ritiene che siano state prodotte a favore di Roma da Neapolis (Napoli), basate su stile e peso simile a quello della monetazione propria di Neapolis, ed usate per facilitare il commercio. Roma emise il suo argento in stile greco con una doppia dracma con l'inscrizione ROMANO, che fu coniata nel sud d'Italia e che probabilmente fu usata lì e non a Roma. Alcuni storici ritengono che queste monete valessero 10 assi, facendone così dei denari; questa asserzione è basata su un passo di Plinio il Vecchio del I secolo d.C., in cui afferma che il denario fu introdotto nel 269 a.C.. Secondo Pomponio, un giurista vissuto nel II secolo d.C., la posizione dei triumviri monetales fu stabilita nel 289 a.C., "IIIviri aere argento auro flando feriundo" (i tre responsabili di fondere e battere bronzo, argento e oro). Secondo Suidas, la zecca era situata nel tempio di Giunone Moneta sul Campidoglio.
Premesso che il concetto di classe sociale è oggi, in genere, considerato estraneo al mondo antico, si può comunque affermare che una minoranza di grandi proprietari terrieri (patres o patrizi, che si trasmettevano di padre in figlio il diritto di sedere in Senato) dominava sul resto dei cittadini, che erano privi di diritti politici (ordine della plebs o (plebe). La plebs non era una "classe" omogenea, in quanto non comprendeva solo i poveri o i proletari nullatenenti, ma anche plebei ricchi, piccoli proprietari terrieri, artigiani e piccoli commercianti. Ai plebei ricchi interessava soprattutto avere un peso politico maggiore ed accedere alle principali cariche pubbliche; i plebei poveri, invece, assillati dai problemi economici, chiedevano soprattutto l'abolizione della schiavitù per debiti (nexum), distribuzioni di terra e sovvenzioni da parte dello Stato. I rapporti fra plebei e patrizi erano complicati dal fatto che moltissimi plebei erano clienti di famiglie patrizie: dato che il povero non contava nulla ed era esposto a ogni sopruso, i plebei più indigenti cercavano un protettore potente (patronus) fra i membri del patriziato, che li assistessero in tribunale e in ogni circostanza in cambio del voto alle elezioni nei vari comizi. Per ottenere i diritti politici la plebe condusse una serie di dure lotte (conflitto degli ordini) dal V secolo a.C. al III secolo a.C.
Il conflitto di classe interno, unito alla sovrappopolazione e all'esigenza di migliorare le condizioni di vita delle classi meno agiate, finì per favorire l'espansione esterna: la conquista di nuovi territori permetteva, infatti, di distribuire nuove terre tra la plebe (anche se in realtà le distribuzioni di ager publicus finivano per lo più nelle mani dei più ricchi possidenti) e di "incanalare" verso l'esterno le tensioni, stimolando la coesione sociale. Grazie a questa spinta, la Repubblica romana avviò un processo di espansione e colonizzazione che l'avrebbe trasformata, in due secoli, nella prima potenza della penisola italica.
Lo sviluppo economico che interessò, infine, l'Urbe tra la metà del IV e l'inizio del III secolo a.C. portò, comunque, ad un progressivo avvicinamento di Roma all'area magnogreca, ed ebbe, dunque, anche pesanti ripercussioni sugli aspetti istituzionali, culturali e sociali della vita nell'Urbe. Favorì l'elevazione politica e sociale di una parte della classe plebea e portò alla scomparsa o all'attenuazione delle antiche forme di subordinazione sociale, come la schiavitù per debiti, garantendo dunque una maggiore mobilità sociale che causò la nascita del proletariato urbano: essa comportò a sua volta un forte aumento della popolazione di Roma, favorì la costruzione di nuove strutture nella città e modificò profondamente gli equilibri sociali.

## Cultura
È innegabile che l'avvicinamento di Roma alla Magna Grecia, avvenuto verso gli inizi del III secolo a.C. portarono notevoli ripercussioni sugli aspetti istituzionali, culturali e sociali della vita nell'Urbe. Il contesto culturale romano fu fortemente influenzato dalla penetrazione della filosofia pitagorica, presto accettata dalle élite aristocratiche, e dal contatto con la storiografia ellenistica, che modificò profondamente la produzione storiografica romana.

### Urbanistica

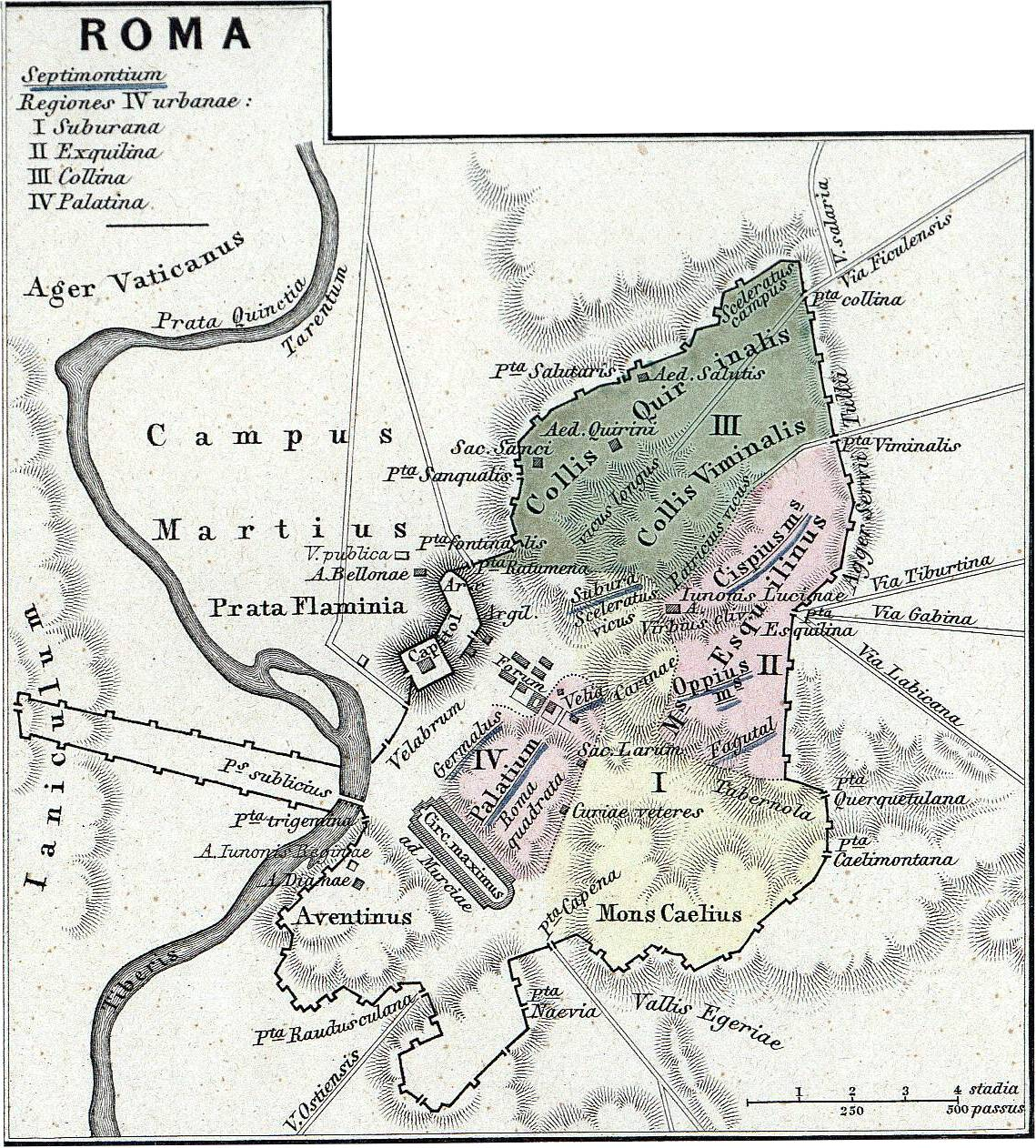
La città di Roma in epoca repubblicana.

I decenni successivi al 509 a.C. furono caratterizzati da una notevole attività edilizia: tra i santuari sorsero il tempio di Saturno, il tempio dei Castori nel Foro e quello di Cerere alle pendici dell'Aventino. Queste fondazioni dimostrano un innegabile influsso ellenico, testimoniato anche dalle importazioni di ceramica greca, continue fino alla metà del V secolo. A partire dal governo dei decemviri e dalla promulgazione delle leggi delle XII tavole si registrò invece a un periodo di crisi, causata dalla fase più acuta delle lotte tra patrizi e plebei e dalla calata del Volsci, che significò la perdita dei territori nel Lazio meridionale. Un analogo declino venne subìto in tutta la penisola, anche nelle città greche e etrusche. L'unica opera architettonica di qualche rilievo fu la fondazione del Tempio di Apollo in Campo Marzio e la Villa Pubblica, creata per le nuove figure dei censori.
L'area del campo Marzio, a nord-ovest della città, sin dall'epoca regia fu consacrata al dio Marte e adibita ad esercizi militari. Tarquinio il Superbo se ne appropriò e lo fece coltivare a grano. Secondo una leggenda, durante la rivolta che causò la cacciata del re, i covoni di quel grano furono gettati nel fiume dando origine all'Isola Tiberina. Con l'inizio dell'epoca repubblicana, il Campo Marzio ritornò area pubblica e fu riconsacrato al dio. Fu sede dei comitia centuriata, assemblee del popolo in armi.
All'inizio del IV secolo si registrò una ripresa dopo il periodo di oscure lotte con le popolazioni confinanti, culminata con la conquista della città etrusca rivale, Veio, dopo ben dieci anni di assedio e ad una guerra durata quasi un secolo. Poco dopo seguì però l'attacco e la conquista da parte dei Galli (390 a.C.).
Dopo la devastante invasione (che spinse verso la decisione non attuata di trasferirsi nella Veio da poco conquistata) si registrò una ripresa. Fu ricostruita la grande cinta muraria in tufo di Grotta Oscura, di cui vediamo oggi i resti, note come "mura serviane". Esse sono in realtà il frutto della ricostruzione del periodo repubblicano lungo lo stesso tracciato, a rinforzo e spesso in sostituzione dell'antico agger, dopo il sacco di Roma del 390 a.C., molto probabilmente utilizzando anche le fortificazioni precedenti.
Secondo Livio furono costruite a partire dal 377 a.C. dai censori Spurio Servilio Prisco e Quinto Clelio Siculo. Riferisce lo storico che, passato lo spavento dovuto al saccheggio da parte dei Galli il 18 luglio 390 a.C., abbandonata l'idea del trasferimento dell'intera popolazione a Veio, si decise una rapida ricostruzione della città, talmente frettolosa e improvvisata che fu la causa principale del caos urbanistico dell'antica Roma. Subito dopo iniziò la costruzione della cinta muraria, che durò oltre 25 anni e costituì il principale baluardo difensivo per sette secoli, sebbene con il tempo abbia perso gradualmente la sua importanza strategica.

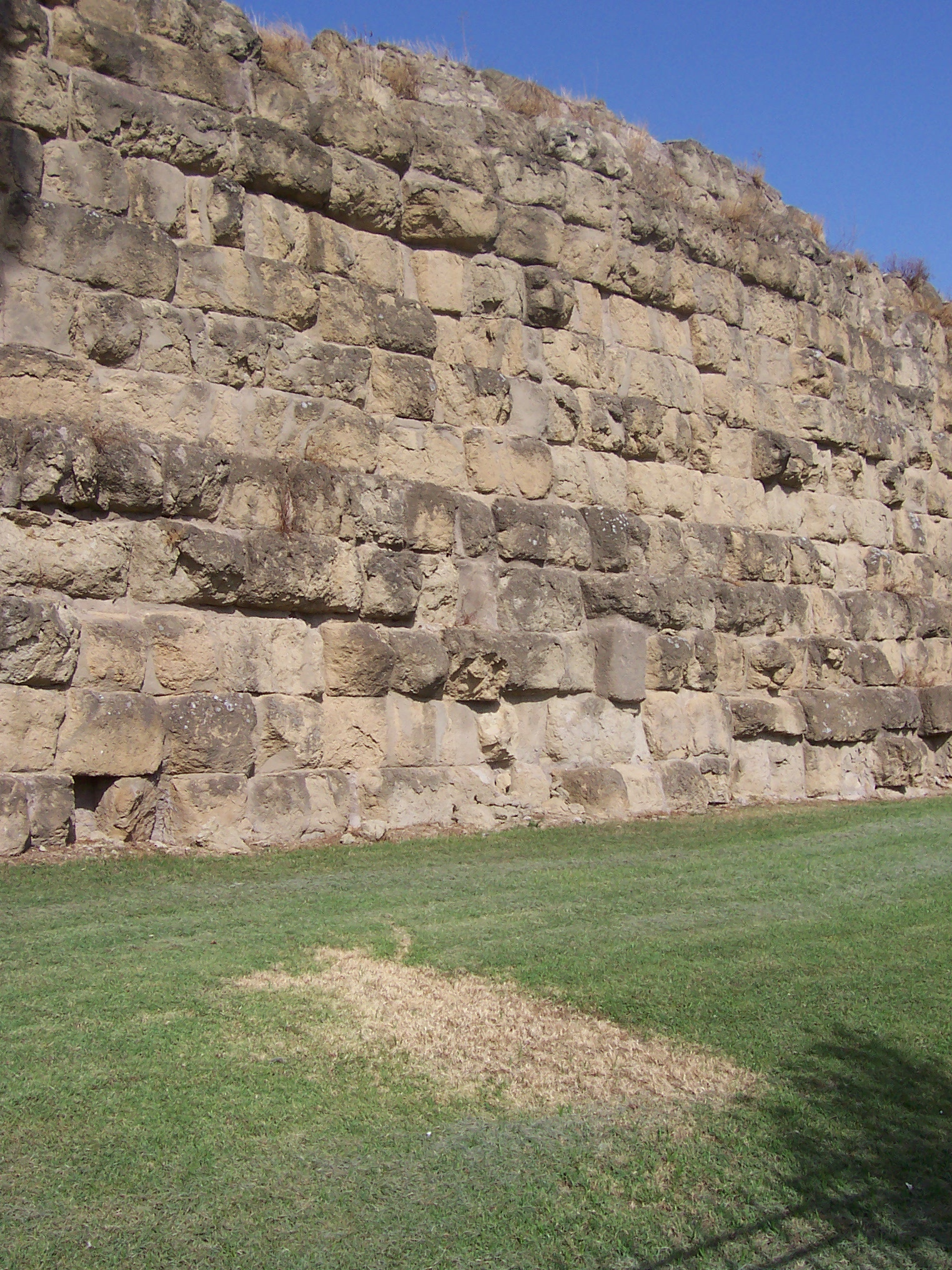
Le mura serviane presso la stazione Termini.

Le mura si estendevano per circa 11 km (quindi un po' più della cinta del VI secolo), includendo circa 426 ettari. Il Campidoglio era già protetto da una fortificazione propria, l'arce (arx capitolina). A questa furono collegati Quirinale, Viminale, Esquilino, Celio, Palatino, Aventino e parte del Foro Boario, sfruttando, dove possibile, le difese naturali dei colli. Nel tratto pianeggiante lungo poco più di un chilometro, tra Quirinale ed Esquilino, furono rafforzate con un aggere, cioè un terrapieno largo più di 30 metri. La cinta romana era all'epoca una delle più grandi in Italia e forse dell'intero Mediterraneo.
In alcuni tratti le mura erano ulteriormente protette da un fossato largo mediamente più di 30 metri e profondo 9. Erano alte circa 10 metri e spesse circa 4 e, secondo alcune testimonianze, avevano 12 porte, sebbene in realtà se ne conoscano in numero maggiore. Furono restaurate in vari periodi: 353, 217, 212 e 87 a.C.
La città, saccheggiata dagli invasori, venne velocemente ricostruita, e fu a questa rapidità nella ricostruzione che gli storici romani (come Tito Livio) attribuirono l'aspetto disordinato della pianta cittadina. La disordinata urbanistica di quel periodo sembrerebbe derivare dalla rapida e continua crescita progressiva del nucleo urbano, che non seguì alcun piano preordinato, dove gli edifici e le vie si adattavano all'orografia del territorio. In conseguenza si trattò piuttosto un evento di lunga durata, perché se si fosse giunti ad una vera e propria ricostruzione si sarebbe certamente seguito un impianto più regolare: negli edifici arcaici e del IV secolo non sono stati individuati importanti rifacimenti o cambiamenti di pianta e orientamento.
All'età repubblicana risale la fondazione di diversi edifici pubblici e templi, soprattutto nell'area del Foro Romano, dei quali sono rimaste conservate le versioni architettoniche successive, del Campidoglio e del Palatino. Sempre in quegli anni si tracciarono le prime strade consolari, i rispettivi ponti sul Tevere e i primi acquedotti (come quello voluto dal censore Appio Claudio Cieco nel 312 a.C.).
Solo a partire dal III secolo a.C. si andarono sviluppando le prime trasformazioni monumentali inserite in piani urbanistici coerenti, ad esempio il complesso di templi repubblicani dell'area sacra di Largo Argentina, costruiti separatamente e unificati dall'inserimento in un grande portico.
Nacquero contemporaneamente i modelli architettonici della basilica civile e dell'arco onorario. Per la prima volta venne applicata la tecnica edilizia del cementizio, che consentì all'architettura romana di avere un suo originale sviluppo, e iniziò l'importazione del marmo come ornamento degli edifici. Forte era l'influenza della Magna Grecia, con artisti ellenici a Roma dall'inizio del V secolo e l'accentuarsi del livello culturale medio dei romani. Il primo tempio interamente in marmo, fortemente influenzato dalle forme greche, fu il tempio rotondo del Foro Boario. Nacquero in città fabbriche di ceramica di alto livello, che vengono esportate un po' ovunque nel Mediterraneo occidentale. Si diffuse la tecnica per realizzare statue in bronzo: dalle statue di Alcibiade e Pitagora ricordate nella seconda metà del IV secolo nel Comizio, opera di artisti della Magna Grecia, alla quadriga in bronzo nel tempio di Giove Capitolino del 296 a.C., che sostituì una quadriga in terracotta dell'etrusco Vulca, dalle due statue colossali di Ercole e Giove nell'Area Capitolina, al celebre Bruto Capitolino. Gli scrittori greci parlano ormai spesso di Roma, anzi uno di loro arriva a definirla "città greca".

### Architettura
L'attività religiosa a Roma in quel periodo si intensificò notevolmente, come testimoniano le fonti, elencando la costruzione di numerosi templi (oggi quasi tutti scomparsi), come il tempio di Saturno al Foro (501-498 a.C.); il tempio di Mercurio (495 a.C.); l'ara massima di Ercole invitto (495 a.C.); il tempio di Cerere, Libero e Libera sull'Aventino (493 a.C.), il tempio dei Dioscuri al Foro (484 a.C.); il tempio del Dius Fidius (466 a.C.); il tempio di Apollo in circo (431 a.C.); il tempio di Giunone Regina sull'Aventino (392 a.C.); il tempio di Marte fuori Porta Capena (388 a.C.); il tempio della Concordia (366 a.C.); il tempio di Giunone Moneta (344 a.C.); il tempio della Salus (306-303 a.C.); il probabile tempio di Feronia ("tempio C di largo di Torre Argentina) (IV secolo a.C.); il tempio di Venere al Circo Massimo (293 a.C.); il tempio di Esculapio sull'Isola Tiberina (291 a.C.) e il tempio della Bona Dea (272 a.C. ca.).
Risalirebbe al 329 a.C. la costruzione dei primi carceres del Circo Massimo, che diedero così il definitivo aspetto architettonico dell'impianto. Pochi anni più tardi (nel 312 a.C.), fu la volta della costruzione della prima strada romana (Via Appia) e del primo acquedotto di Roma (Acquedotto Appio). Un trentennio più tardi (tra il 272 e il 269 a.C.), il censore Manio Curio Dentato fece costruire un secondo acquedotto, l'Anio vetus.

Principali monumenti del periodo
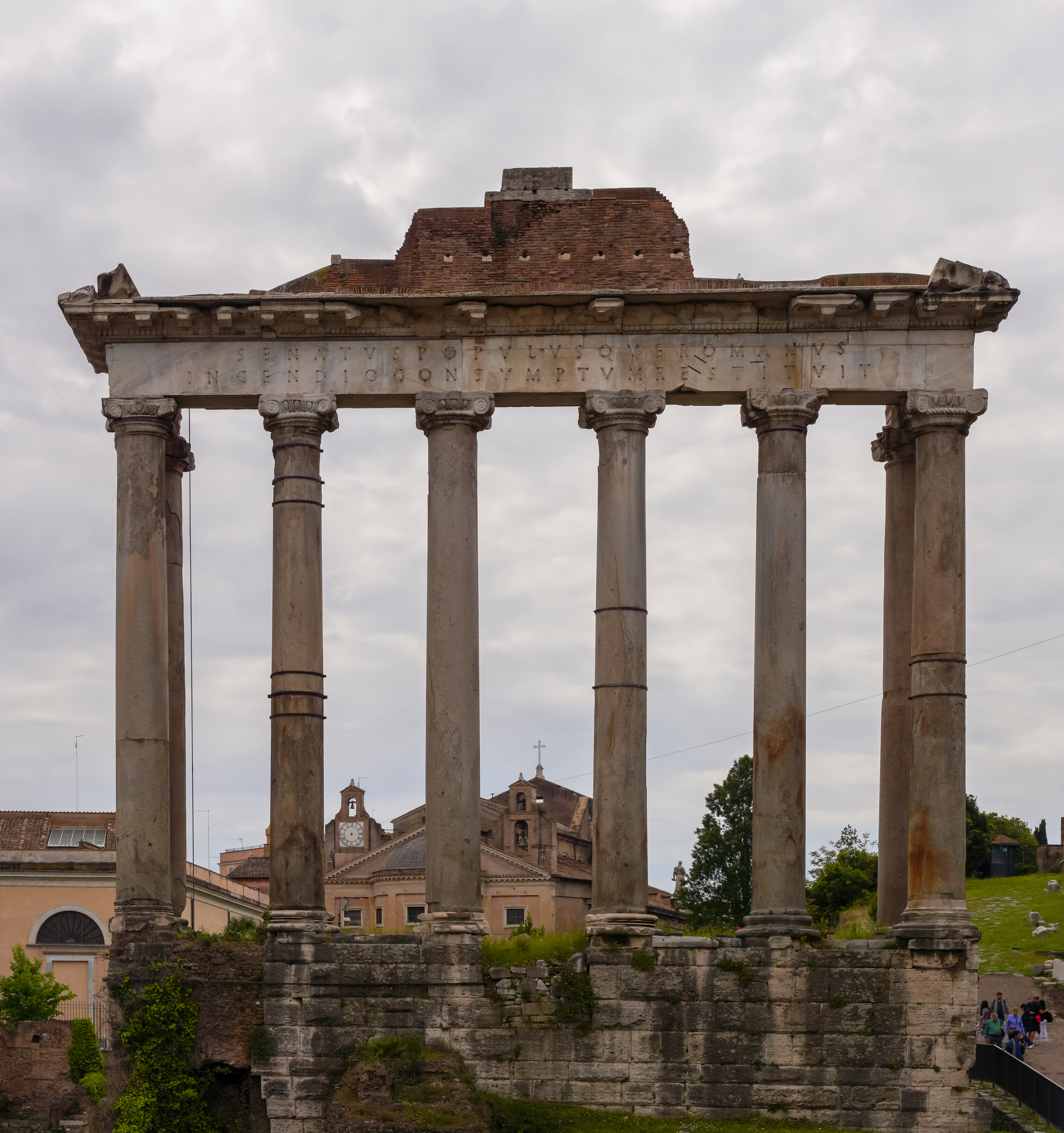
Il tempio di Saturno nel Foro Romano (inaugurato nel 501-498 a.C.).
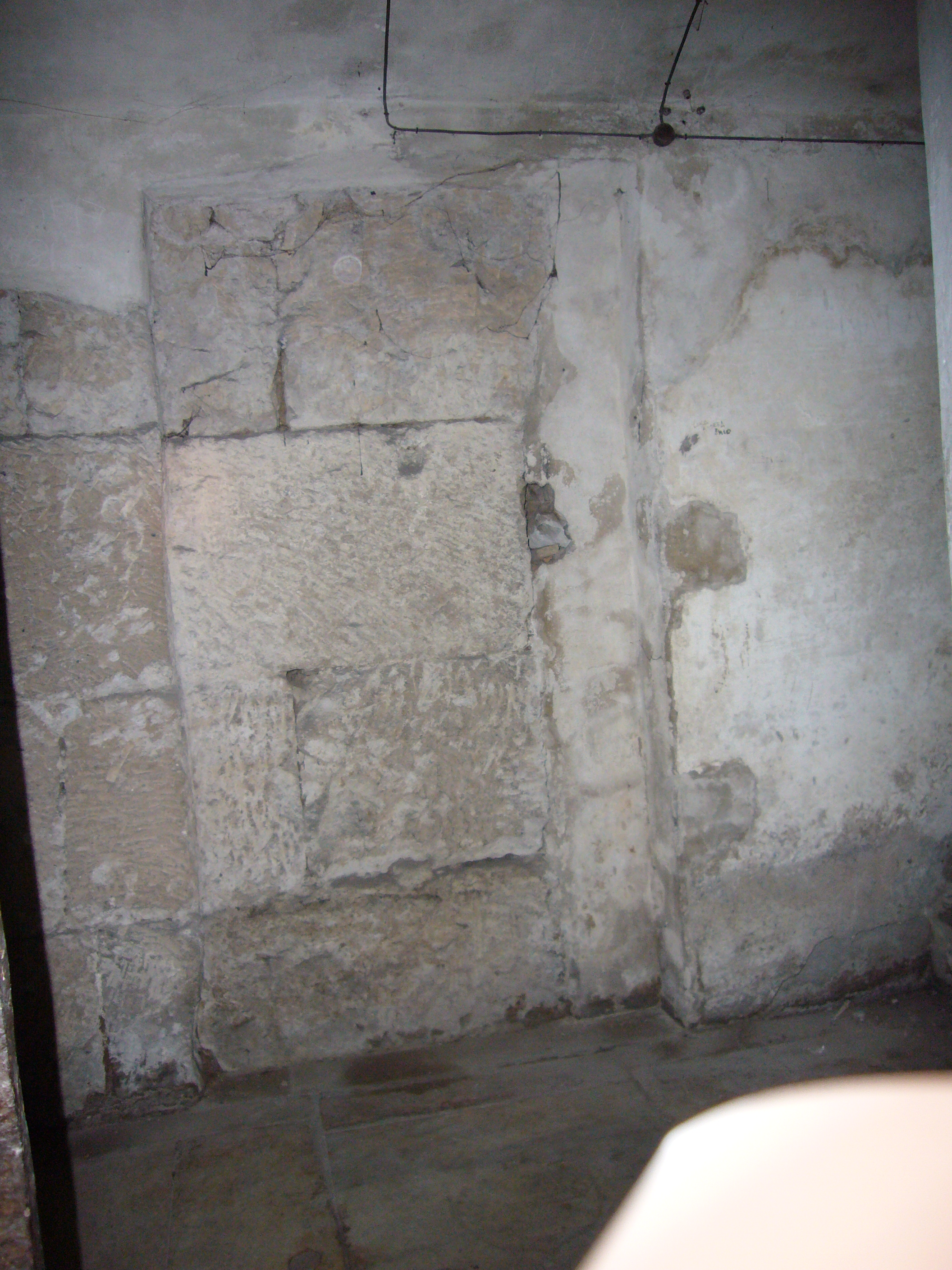
Resti dell'ara massima di Ercole invitto nella basilica di Santa Maria in Cosmedin.
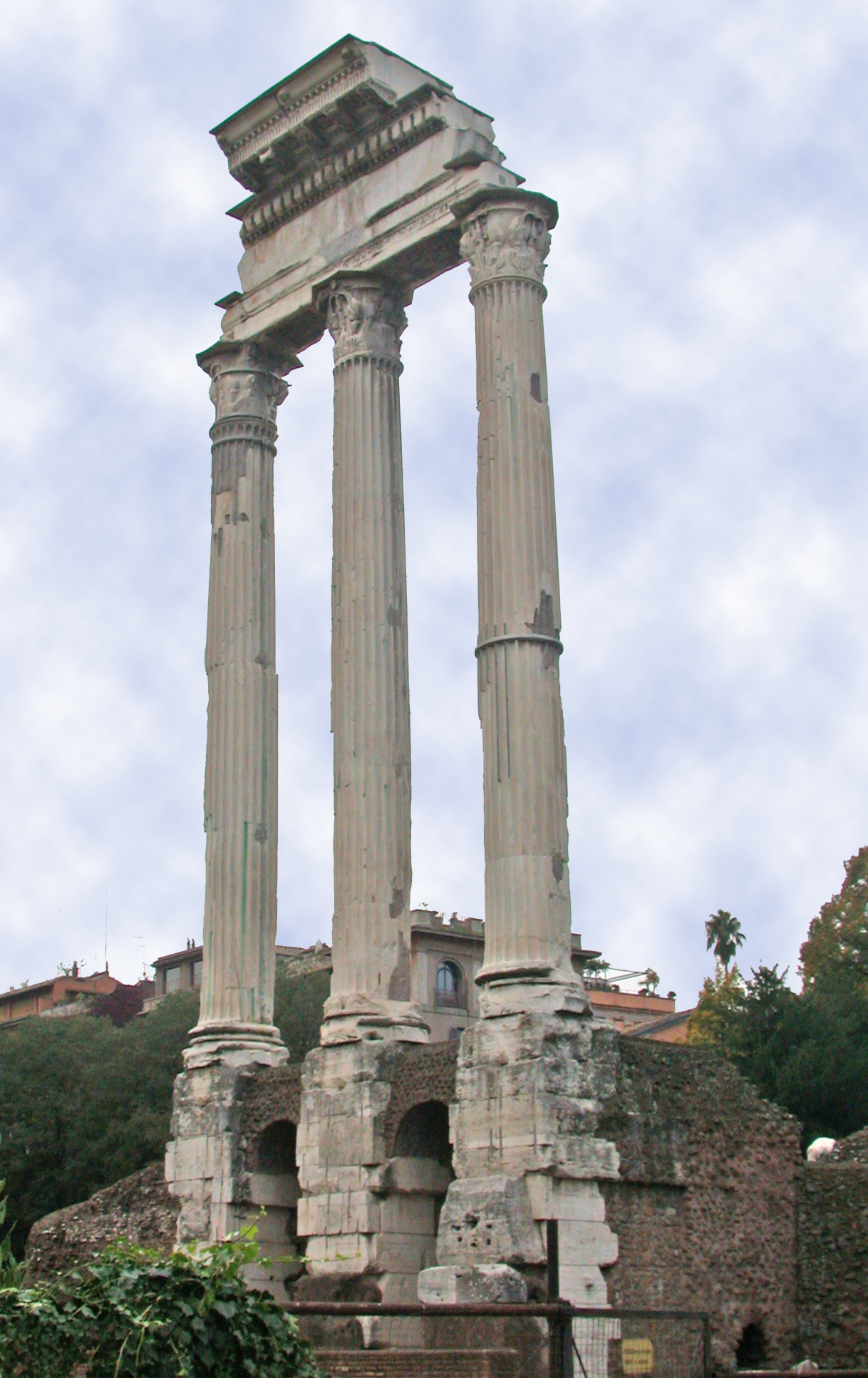
Il tempio dei Dioscuri o tempio dei Càstori nel Foro Romano, inaugurato nel 484 a.C.
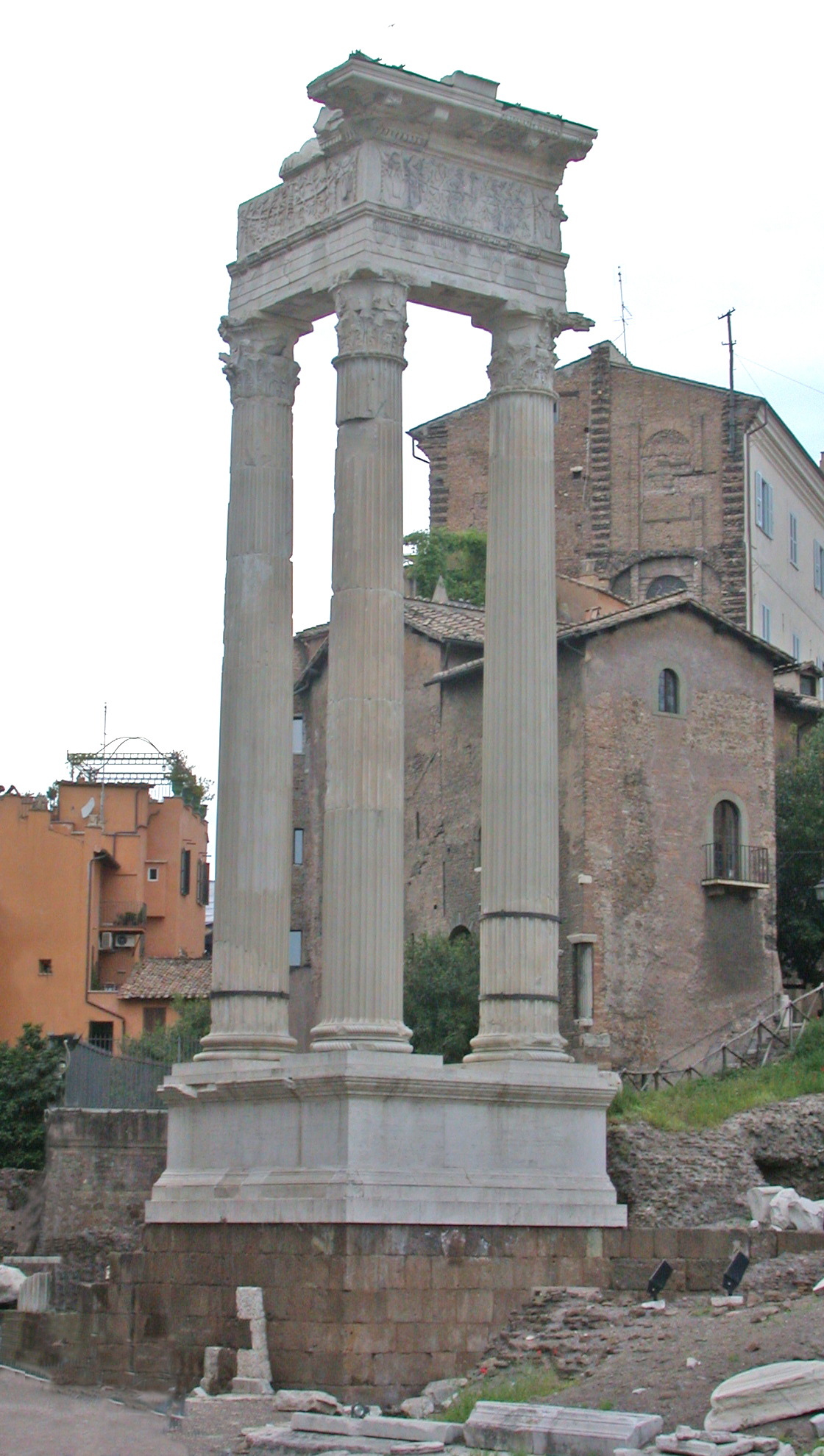
Resti del Tempio di Apollo Sosiano, inaugurato nel 431 a.C.
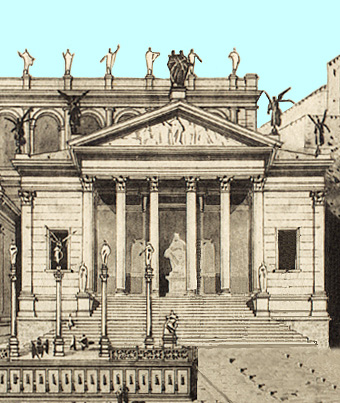
Ricostruzione ideale del tempio della Concordia, inaugurato nel 366 a.C.
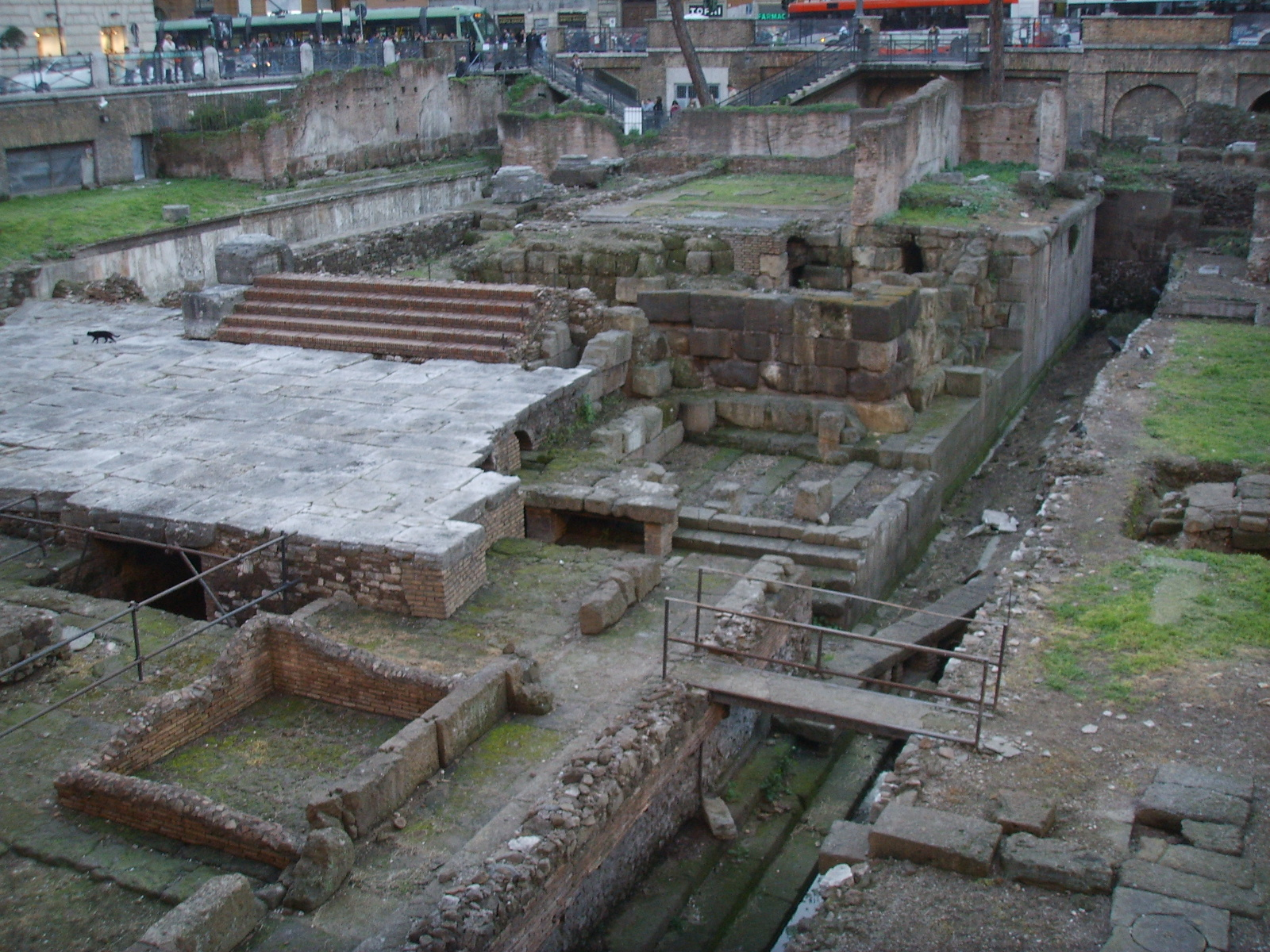
Resti del probabile tempio di Feronia ovvero il C di largo di Torre Argentina (IV secolo a.C.).
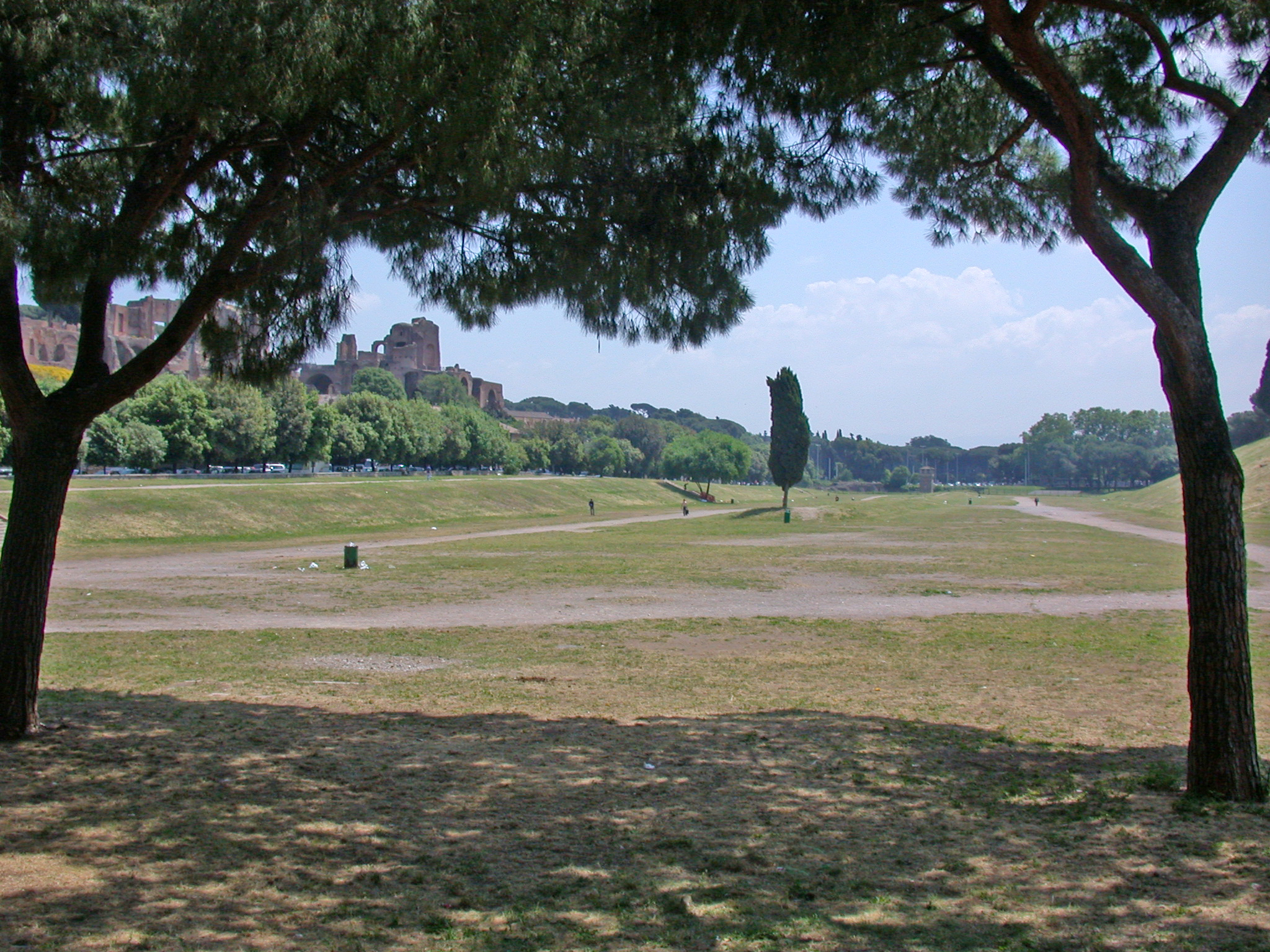
Veduta della spianata del Circo Massimo da nord, dove erano posizionati i carceres.
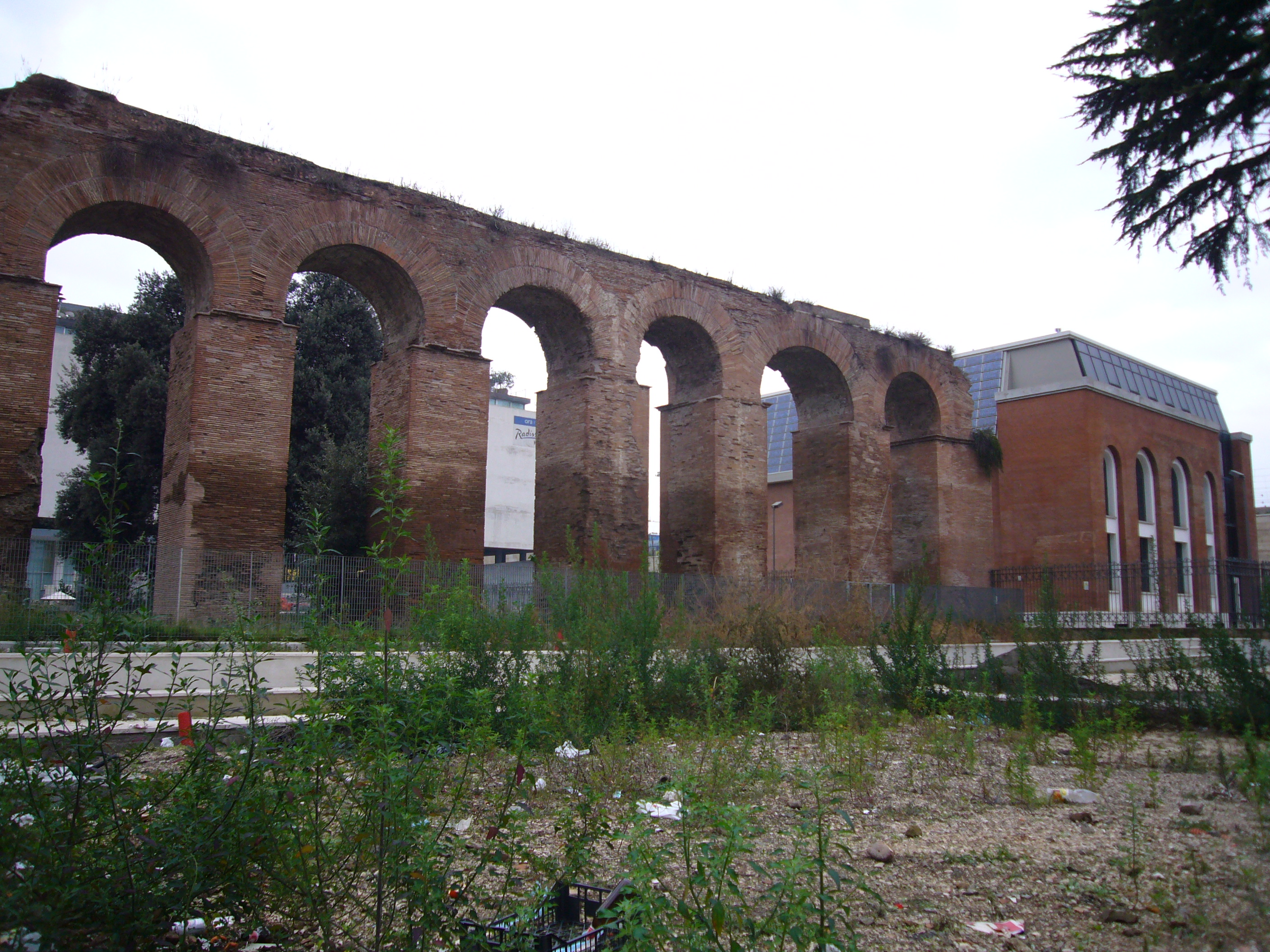
Resti dell'acquedotto Anio vetus all'Esquilino databile al 272-269 a.C.

### Arte

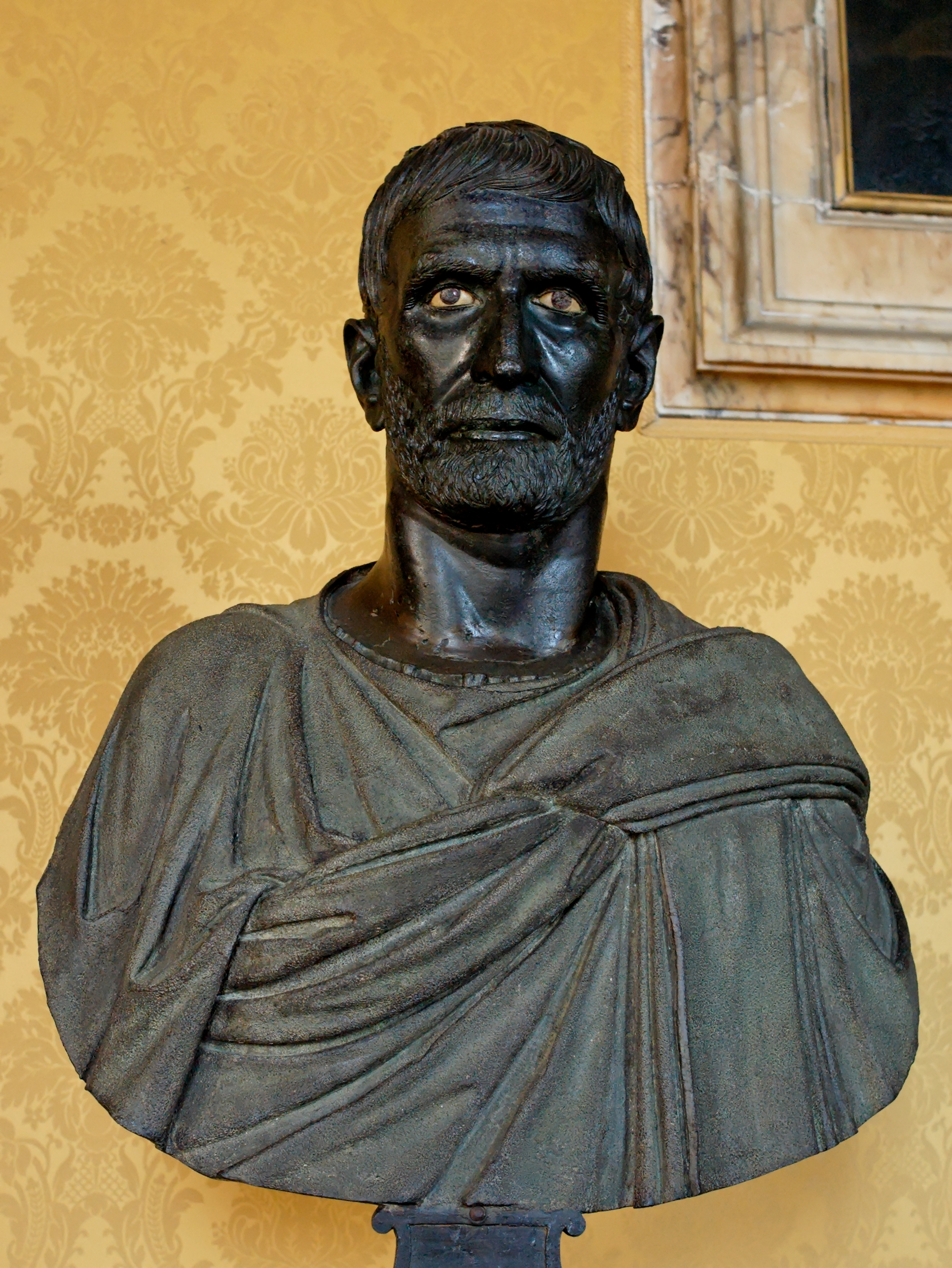
Testa di Bruto capitolino (Musei Capitolini-Roma).

Il 509 a.C. segna tradizionalmente la cacciata dei re etruschi e l'inizio delle liste dei magistrati. La produzione artistica restò comunque a lungo influenzata dai modi etruschi e da quelli delle città greche della Campania: fino al 390 a.C. Roma fu una semplice città dell'Italia centrale, sebbene avvantaggiata da una posizione che favoriva il transito commerciale. Col ritiro degli Etruschi dalla Campania (disfatta di Cuma del 474 a.C.) i traffici si indebolirono e la città si vide costretta a ampliare il suo territorio. Dal 390 al 265 a.C. i Romani riuscirono a conquistare l'Italia subappenninica; contemporaneamente i plebei riescono a accedere alle cariche pubbliche.
L'attività religiosa a Roma in quel periodo era intensa, come testimoniano le fonti elencando una serie di templi oggi quasi tutti scomparsi. Ciascuno aveva le sue statue di culto, alle quali vanno aggiunte altre numerose statue, per la maggior parte in bronzo, che decoravano la città (tutte scomparse). Alcuni riferimenti sulle monete e su coevi reperti di Tarquinia, Chiusi, Perugia e Volterra (inizio del III secolo- fine del I secolo a.C.) permettono di avanzare ipotesi sull'aspetto di queste statue, legato all'ellenismo provinciale italico, ovvero la riproduzione di modelli del primo e secondo ellenismo con errori, interpolazioni e semplificazioni. Ne viene fuori un'arte popolaresca volta solo ai fini pratici di narrazione o di modesta decorazione.
Un esempio unico di scultura di produzione superiore all'artigianato è la cosiddetta testa di Giunio Bruto, oggetto però di numerose ipotesi di datazione che oscillano dal IV al I secolo a.C. Per Torelli-Bianchi Bandinelli si tratterebbe plausibilmente di un'opera realizzata tra il 300 e il 275 a.C., con uno spiccato accento espressivo, che la distanzia dall'arte greca, ma anche etrusca, di eredità piuttosto italica.
Questa scarsità di interesse artistico è ben giustificabile dal quadro della mentalità romana, intesa come espressione di una popolazione da sempre abituata a lottare contro la natura, la povertà e le popolazioni vicine. Il patrizio romano era tipicamente un uomo duro, violento e tenace, forgiato dalla fatica, abituato a dominare incontrastato nella cerchia familiare e ad avere interessi essenzialmente pratici e rivolti all'immediato. L'incombenza di forze inafferrabili spingeva questi individui a una superstizione diffidente, che rifiutava tutto ciò che non recasse un'utilità immediata. Nel II secolo a.C., ad esempio, il Senato stabilì da demolizione di un teatro in pietra appena iniziato "come cosa inutile e nociva ai costumi".
Passaggio fondamentale per l'arte e l'architettura romana fu il 280 a.C., quando l'esercito di Pirro si scontrò coi Romani in Italia, determinando il primo vero contatto diretto tra Romani e genti del tutto grecizzate. Nel giro di due generazioni, tra il 264 e il 202 a.C. (dalla prima guerra punica alla battaglia di Zama) Roma divenne una potenza nel Mediterraneo occidentale; nel 272 a.C. si colloca la vittoria su Taranto, seguita dalla presa di Reggio (270 a.C.), la lega con Siracusa durante la prima guerra punica (264-241 a.C.) e l'ammissione dei Romani ai giochi istmici di Corinto del 228 a.C., che equivaleva all'entrata di Roma nella società delle nazioni di civiltà greca.

#### Pittura

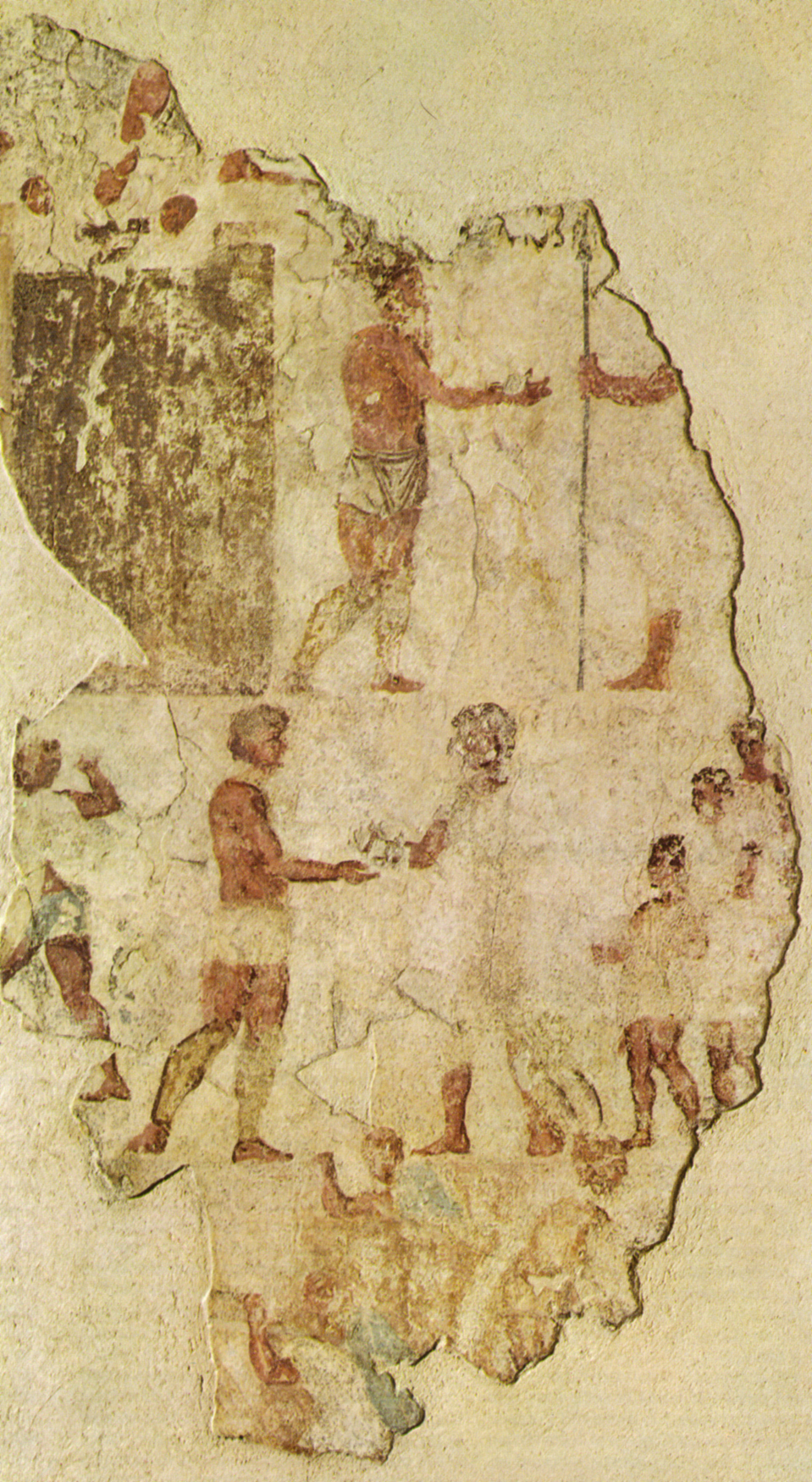
Affresco con scena storica dalla necropoli dell'Esquilino, tra le prime testimonianza di pittura su affresco romana pervenutaci

Riguardo invece alla pittura trionfale, a Roma si hanno testimonianze dalla prima metà del V secolo a.C., con la citazione dei pittori italioti e sicelioti Damofilo e Gorgaso, autori della decorazione pittorica del tempio di Cerere, fondato da Spurio Crasso nel 493 a.C.. Ciò testimonia la presenza di artisti di varia provenienza, ma non l'esistenza a Roma di una scuola pittorica con caratteri peculiari.
Alla fine del IV secolo a.C. è tramandato un nome di un pittore (mentre non si conserva il nome di alcuno scultore), Fabius Pictor, attivo nella decorazione del tempio della Salus nel 304 a.C. e probabilmente di famiglia patrizia, come suggerisce il nome (della Gens Fabia). La pittura a quell'epoca aveva un fine prevalentemente pratico, ornamentale e, soprattutto, celebrativo. Si è ipotizzato che la decorazione di Fabius fosse a carattere narrativo e storico e che la pittura repubblicana con scene delle guerre sannitiche nella necropoli dell'Esquilino possa essere derivata da tali opere (fine IV, inizio III secolo a.C. la datazione più probabile).

### Primi spettacoli teatrali
I primi teatri dell'antica Roma furono costruiti sull'esempio di quelli greci, nella direzione dell'intrattenimento. Più tardi, alle prime rappresentazioni tipicamente di stampo ellenistico, seguirono anche quelle latine, spesso incluse nei giochi, accanto a combattimenti di gladiatori, ma soprattutto, sin dalle origini collegate alle festività religiose. Sappiamo, infatti, che nel 364 a.C., durante i ludi Romani fu introdotta per la prima volta nel programma della festa una forma di teatro originale, costituita da una successione di scenette farsesche, contrasti, parodie, canti e danze, chiamati fescennina licentia. Durante i fescennini si svolgevano canti travestimenti e danze buffonesche. Il genere, di derivazione etrusca, non ebbe mai una vera e propria evoluzione teatrale, ma contribuì alla nascita di una drammaturgia latina.
La provenienza di molti testi era di origine greca, in forma di traduzioni letterali o rielaborazioni (vertere), mescolate ad alcuni elementi di tradizione etrusca. Era anche d'uso la contaminatio, consistente nell'inserire in un testo principale scene di altre opere, adattandole al contesto. Non di rado i testi erano censurati, impedendo riferimenti diretti alla vita civile o politica, mentre era esaltato il gusto della gestualità e della mimica. Il teatro era rivolto alla popolazione intera, e l'ingresso era gratuito.
Nel mondo greco-italico si assiste alla fioritura di spettacoli teatrali fin dal VI secolo a.C. nei quali prevale l'aspetto buffonesco. In Magna Grecia e Sicilia dalla fine del V al III secolo a.C. si diffonde la farsa fliacica, commedia popolare, in gran parte improvvisata in cui gli attori-mimi erano provvisti di costumi e maschere caricaturali. Fissata in forma letteraria da Rintone di Siracusa, tutto quello che ne è rimasto sono le raffigurazioni su vasi, ritrovate nei pressi di Taranto, il cui studio ha permesso solo una parziale ricostruzione del genere.
L'atellana, farsa popolaresca di origine osca, proveniente dalla città campana di Atella, fu importata a Roma nel 391 a.C.: prevedeva maschere ed era caratterizzata dall'improvvisazione degli attori su un canovaccio; quattro erano i personaggi fissi dell'atellana: Maccus, Pappus, Bucco e Dossennus.
Lo spirito farsesco dei fescennini e delle rappresentazioni di musica e danza etrusche generò la prima forma drammaturgica latina di cui abbiamo notizia: la satura. Questo genere consisteva in una rappresentazione teatrale mista di danze, musica e recitazione.